# 卡氏長頜魚
卡氏長頜魚（学名：Mormyrus kannume），為輻鰭魚綱骨舌魚目象鼻魚科的其中一種，分布於非洲尼羅河、維多利亞湖、艾伯特湖、愛德華湖等流域，棲息深度可達70公尺，體長可達100公分，夜行性，屬肉食性，以底棲無脊椎動物為食，可作為食用魚及觀賞魚。

## 外部連結
- 卡氏長頜魚的圖片（页面存档备份，存于）